# 大須賀乙字
大須賀 乙字（おおすが おつじ、1881年7月29日 - 1920年1月20日）は、日本の俳人・俳論家。福島県相馬郡中村町（現在の相馬市）生まれ。本名・績（いさお）。

## 人物
祖父は儒学者の神林復所で父は漢学者で漢詩人の大須賀筠軒。福島尋常中学校（現在の福島県立安積高等学校）、宮城県第一中学校（現在の宮城県仙台第一高等学校）から第二高等学校（現在の東北大学）を経て東京帝国大学文科大学国文科卒業。卒業後は教員として中学、高等女学校で教えたのち、若くして東京音楽学校（現在の東京芸術大学）の教授に就任した。東大卒で学者一族の家系という毛並みの良さと文才を評価され、早くから新傾向俳句の旗手として嘱望された。『海紅』の河東碧梧桐に師事、同じ旧制二高出身（ただし碧梧桐は中退）で才能も評価された乙字に対し碧梧桐の期待は高かったが、海紅堂事件に端を発する海紅同人同士の内部対立により1915年5月に離脱。のち臼田亞浪と俳誌『石楠』を発刊、俳論家としても活動したが後に亞浪とも決別。1920年、インフルエンザ（スペインかぜ）と肋膜肺炎のため東京市小石川区高台老松町（現・東京都文京区目白台）の自宅にて40歳で死去。戒名は諦観院顕文清績居士。墓所は雑司ヶ谷霊園。門下に伊東月草、金尾梅の門らがいる。

## 俳論家として
乙字俳論の初登場は1906年頃で、俳論家として名を高めたのは1908年、東大在学中に発表した「俳句界の新傾向」である。40歳で夭折したため、俳論家としての活動期間は10年余りに過ぎないが、碧梧桐の「無中心論」を始めとする新傾向俳句やのちの自由律俳句、新興俳句に大きな影響を与えた。

## 海紅堂事件
1915年5月12日、かねてより意見対立の激しかった乙字と海紅同人、とくに中塚一碧楼を始めとする若手俳人とが海紅堂の句会で衝突した事件。以前から海紅本誌の選者欄を別枠で要求していた乙字に対して一碧楼らが拒否、対立激しい中での5月12日の句会において、出句に対して辛辣な論調の乙字に対し、20歳の青年、山口葉吉が激昂、乙字の後頭部を茶碗で殴りつけ、流血させて病院送りとした。碧梧桐が欠席した中での傷害事件であった。この件に関しては当時、海紅に出入りしていた芥川龍之介始め多数の作家、俳人が記録を残している。これを機に乙字は海紅を離脱、一方の葉吉はのちに海紅の編集委員となっている。

## 「大須賀乙字の態度を嗤ふ」
『ホトトギス』1919年12月号に掲載された飯田蛇笏の大須賀乙字に対する人物評。海紅堂事件以降、高浜虚子とホトトギス派に擦り寄った乙字を批判した文章である。乙字の議論に比しての俳句の稚拙な出来栄え、海紅堂事件をきっかけに、碧梧桐の弟子になったことはないと言い出した不義理、学歴や教師という立場からの傲慢な態度、そして“虚子君”と呼んでいたはずの虚子を、海紅堂事件以降、“虚子先生”と呼びホトトギスに擦り寄る手紙を出したことなどを挙げて批判している。また海紅堂事件に関しても、「君の性癖が出て葉吉君の爲めに大いに鐵拳を頂戴された」「決して乙字君の方へ同情することは出來なかつた」「君の態度が餘りに傲慢不遜であり傍若無人であるからである」と書いている。

## 著書
- 故人春夏秋冬 冬之部 俳書堂 1909 (俳諧叢書)
- 乙字俳論集 乙字遺稿刊行会 1921
- 乙字書簡集 太田柿葉編 懸葵発行所 1922
- 自選乙字俳論集 紫苑社 1925
- 乙字俳句集 岩谷山梔子編 紫苑社 1933
- 俳句作法 東炎発行所 1934 (東炎叢書)
- 大須賀乙字俳論集 村山古郷編 1978.6 (講談社学術文庫)